# Sándor Mátrai
Sándor Mátrai, auch Sándor Magna (* 20. November 1932 in Nagyszénás, Ungarn; † 29. Mai 2002 in Budapest), war ein ungarischer Fußballspieler. Mit dem Ferencvárosi TC gewann er drei Meistertitel und mit der Nationalmannschaft nahm er an drei Weltmeisterschaften teil.

## Vereinskarriere
Mátrai war zunächst vorrangig in der Leichtathletik aktiv, wo er insbesondere im Sprint und im Weitsprung erfolgreich war. Bei den Olympischen Spielen 1952 in Helsinki war er als Ersatzmann der ungarischen 4-mal-100-Meter-Staffel nominiert, kam jedoch nicht zum Einsatz.
Kurz darauf entschied er sich für den Fußball, wo er ab 1953 in der ersten Mannschaft des damals unter dem Namen Budapesti Kinizsi SE spielenden Traditionsvereins aus dem Stadtteil Ferencváros auflief. Bei den Grünweißen begann er unter Trainer Károly Sós zunächst als Stürmer, wurde aber schon bald in die Verteidigung gestellt, wo er den Rest seiner Karriere verbrachte. Der Verein konnte sich in den nächsten Jahren in der Meisterschaft zwar regelmäßig auf den Spitzenplätzen behaupten, der einzige Titel in den 1950er Jahren blieb jedoch der Cupsieg im Jahr 1958 durch einen 2:1-Sieg gegen den Salgótarjáni BTC.
In den 1960er Jahren konnten sich die Franzstädter wieder an der Spitze des ungarischen Fußballs etablieren und 1963 holte das Team um Mátrai, Flórián Albert und Máté Fenyvesi den ersten Meistertitel seit 14 Jahren. In den Jahren 1964 und 1967 folgten zwei weitere Meistertitel. Den größten internationalen Erfolg erreichte Mátrai 1965 im Messestädtecup, wo sich Ferencváros jeweils erst in Wiederholungsspielen gegen den Wiener Sport-Club, Athletic Bilbao und Manchester United durchsetzte und im Finale Juventus Turin mit 1:0 besiegte. In diesem Jahr wurde der Verteidiger auch zum ungarischen Spieler des Jahres gewählt.
Nach dem Meistertitel 1967 verließ Mátrai seinen langjährigen Verein und spielte noch zwei Saisonen beim Erstligisten VM Egyetértés SK, ehe er seine aktive Laufbahn beendete.

## Nationalmannschaft
Im Februar 1956 debütierte der Verteidiger unter Gusztáv Sebes in der ungarischen Nationalmannschaft bei einem 4:1-Sieg gegen den Libanon. Ab Mitte 1957 hatte Mátrai sich einen Stammplatz in der Auswahl erobert, welchen er nahezu zehn Jahre lang innehaben sollte. Sein erstes internationales Großereignis war die Weltmeisterschaft 1958, wo die Ungarn in der Gruppenphase im Entscheidungsspiel an Wales scheiterte.
Vier Jahre später erreichte er bei der Weltmeisterschaft 1962 mit den Ungarn das Viertelfinale, wo man dem späteren Finalisten Tschechoslowakei mit 0:1 unterlag. 1964 erreichte Mátrai mit der Nationalmannschaft die Finalrunde der Europameisterschaft, wo die Ungarn im Semifinale Spanien unterlagen und schließlich den dritten Platz belegten. Matrais letztes internationales Turnier war die Weltmeisterschaft 1966, wo er wieder das Viertelfinale erreichte.
Sein 81. und letztes Länderspiel absolvierte Mátrai im September 1967 gegen die DDR.

## Erfolge
- EM-Dritter 1964
- 2 × WM-Viertelfinale: 1962, 1966
- 1 × Messestädtecup: 1965
- 3 × Ungarischer Meister: 1963, 1964, 1967
- 1 × ungarischer Cupsieger: 1958
- 81 Spiele für die ungarische Fußballnationalmannschaft